# نیروگاه گازی کهنوج
نیروگاه گازی کهنوج (استان کرمان، کهنوج، جاده کهنوج - چاه ریگان، تأسیس ۱۳۸۶)، یکی از نیروگاه‌های ایران از نوع گازی با ظرفیت تولید ۷۵ مگاوات است که شامل ۳ واحد گازی ۲۵ مگاواتی مدل GE-F5  است.
قدرت عملی نیروگاه در زمستان ۶۰ مگاوات و در تابستان ۵۴ مگاوات است.
سوخت واحدها نفت گاز (گازوئیل) است.
واحدهای اول و دوم این نیروگاه در سال ۱۳۸۶ و واحد سوم در سال ۱۳۹۱ به بهره‌برداری رسیدند.

## مصرف سوخت و راندمان در سال ۱۳۹۱
طبق آمار سال ۱۳۹۱، مصرف گازوئیل نیروگاه گازی کهنوج [در سال ۱۳۹۱] ۴۵۷۶۸ هزار لیتر و راندمان ۲۳ درصد بوده‌است.